# Cerretani Bandinelli Paparoni
I Cerretani Bandinelli Paparoni sono un'antica famiglia di Siena.

## Storia
La famiglia ebbe le sue origini in Francia e fonti seicentesche sostengono che gli antenati di questo casato fossero venuti in Italia intorno al 770 al seguito di Carlo Magno.
Il primo membro del quale si ha notizia certa è il conte Bandinello, che nel 1040 fu primo console di giustizia della città di Siena.
Bandinello ebbe due figli: Ranuccio e Gualfreduccio.
Il primo diede origine alla famiglia Bandinelli, alla quale appartenne Rolando Bandinelli, nato nel 1119 e divenuto poi Papa Alessandro III (1159-1181); in seguito a tale elezione, alla famiglia venne attribuito anche il cognome Paparoni, diventando così Bandinelli Paparoni.
Gualfreduccio, signore di Cerreto, diede origine alla famiglia de' Cerreto, poi Cerretani e Certani, che si divise successivamente nei due rami principali: di Siena, al quale confluì nel 1765 il cognome Bandinelli Paparoni per estinzione del ramo maschile, e di Firenze con diramazione a Bologna.
Il cognome Cerretani derivò dalla denominazione come domini de Cerreto ("signori di Cerreto"), riferita al possesso del  castello di Cerreto Ciampoli, dal nome di Ciampolo, un esponente di questo casato.
La famiglia fu proprietaria fin dal XIII secolo del Palazzo e Torrione Cerretani in Piazza del Campo a Siena e ne rimase in possesso fino ai primi dell'Ottocento. Successivamente, una parte del palazzo venne alienata, mentre la residua rimase in possesso della famiglia fino al 1944.
Un saggio storico recentemente edito ha ricostruito tredici secoli di storia relativa alla nobile casata.

## Titoli nobiliari
La famiglia è stata inscritta nell'elenco ufficiale della nobiltà italiana con i titoli di conti (6 aprile 1767) e patrizi di Siena. Il ramo maschile si estinse nel 1916 con la morte di Filippo di Piero Cerretani Bandinelli Paparoni e il suo cognome passò al nipote, figlio della sorella, dando origine all'attuale famiglia Cerretani Bandinelli Paparoni residente a Siena.

## Stemma
D'oro pieno; al cantone destro del capo, di rosso al castello d'argento.
Nello stemma sopra riportato, lo scudo (che è diaprato d'oro; al cantone destro del capo, di rosso al castello d'argento) porta come cimiero il triregno pontificio in ricordo di Papa Alessandro III. Tale immagine è stata presa da "Arme delle Famiglie Nobili di Siena" del 1706 dove, per logica convenzione, si riportava il triregno in tutte quelle famiglie che ebbero un papa.